# Бишинды
Бишинды — река в России, протекает по Туймазинскому району республики Башкортостан. Длина реки составляет 28 км, площадь водосборного бассейна 227 км².
Начинается у деревни Леонидовка. Течёт в северо-восточном направлении через Имангулово, Новые Бишинды, Верхние Бишинды, Нижние Бишинды и Дуслык. Впадает в реку Усень в 30 км от её устья между Нуркеево и Субханкулово.
Основные притоки — Липовый Ключ (пр, впадает в 4 км от устья), Муллакамышка (пр, впадает в 13 км от устья), Бишиндинка (пр).

## Данные водного реестра
По данным государственного водного реестра России относится к Камскому бассейновому округу, водохозяйственный участок реки — Ик от истока и до устья, речной подбассейн реки — бассейны притоков Камы до впадения Белой. Речной бассейн реки — Кама.
Код объекта в государственном водном реестре — 10010101312111100028374.